# Ралф Ширер Нортам
Ралф Ширер Нортам (енгл. Ralph Shearer Northam; Насавадокс, 13. септембар 1959) је амерички политичар и лекар.